# Pitcairnia sandemanii
Pitcairnia sandemanii är en gräsväxtart som beskrevs av Lyman Bradford Smith. Pitcairnia sandemanii ingår i släktet Pitcairnia och familjen Bromeliaceae. Inga underarter finns listade i Catalogue of Life.